# Lindy Layton

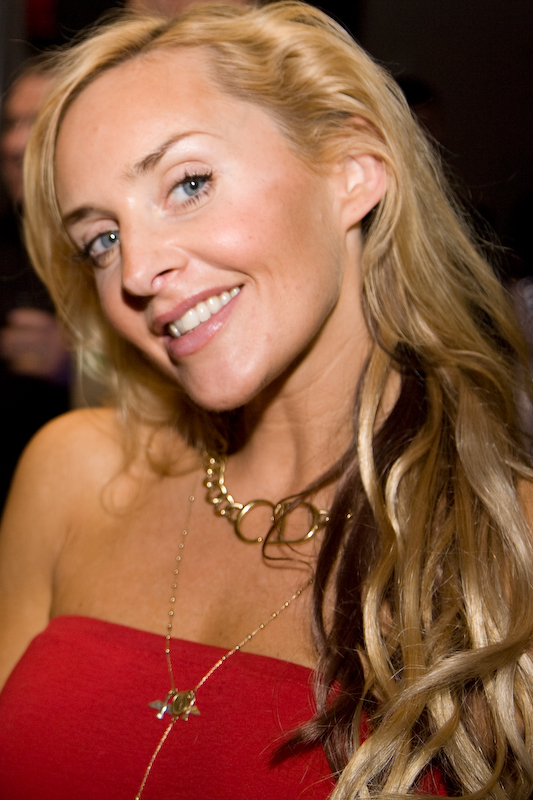
Lindy Layton (2008)

Lindy Layton (* 7. Dezember 1970 in London; eigentlich Belinda Kimberly Layton) ist eine britische Sängerin.

## Biografie
Zusammen mit Norman Cook war Layton Gründungsmitglied und Sängerin der Band Beats International. Mit ihr landete Layton im März 1990 in ihrem Heimatland den Nummer-eins-Hit Dub Be Good to Me. Das Debütalbum der Band erreichte in Großbritannien Platz 17.
Layton soll für Cook Inspiration bei der Komposition des Titels Song for Lindy gewesen sein, den er 1996 auf seinem Debütalbum Better Living Through Chemistry als Fatboy Slim veröffentlichte.
Nach der Auflösung von Beats International veröffentlichte sie drei Alben unter ihrem eigenen Namen. Ende der 1990er Jahre gründete sie zusammen mit dem Gitarristen Steve Procter die Band Hardknox.

## Diskografie

### Alben
- 1991: Pressure
- 1996: No Other Star

### Singles
| Jahr | Titel                     | Höchstplatzierung, Gesamtwochen, AuszeichnungChartplatzierungen (Jahr, Titel, Platzierungen, Wochen, Auszeichnungen, Anmerkungen) | Höchstplatzierung, Gesamtwochen, AuszeichnungChartplatzierungen (Jahr, Titel, Platzierungen, Wochen, Auszeichnungen, Anmerkungen) | Höchstplatzierung, Gesamtwochen, AuszeichnungChartplatzierungen (Jahr, Titel, Platzierungen, Wochen, Auszeichnungen, Anmerkungen) | Höchstplatzierung, Gesamtwochen, AuszeichnungChartplatzierungen (Jahr, Titel, Platzierungen, Wochen, Auszeichnungen, Anmerkungen) | Höchstplatzierung, Gesamtwochen, AuszeichnungChartplatzierungen (Jahr, Titel, Platzierungen, Wochen, Auszeichnungen, Anmerkungen) | Anmerkungen                     |
| Jahr | Titel                     | DE | AT | CH | UK | US | Anmerkungen                     |
| ---- | ------------------------- | --- | --- | --- | --- | --- | ------------------------------- |
| 1990 | Dub Be Good to Me         | DE4 (19 Wo.)DE | AT2 (14 Wo.)AT | CH6 (12 Wo.)CH | UK1 Gold · (13 Wo.)UK | US76 (5 Wo.)US | Beats International feat. Lindy |
| 1990 | Silly Games               | — | — | — | UK22 (7 Wo.)UK | — | feat. Janet Kay                 |
| 1991 | Echo My Heart             | — | — | — | UK42 (2 Wo.)UK | — |                                 |
| 1991 | Without You (One and One) | — | — | — | UK71 (2 Wo.)UK | — |                                 |
| 1993 | We Got the Love           | — | — | — | UK38 (3 Wo.)UK | — | Erstveröffentlichung: 1992      |
| 1993 | Show Me                   | — | — | — | UK47 (1 Wo.)UK | — |                                 |

Weitere Singles
- 1991: Wait for Love
- 1992: I’ll Be a Freak for You
- 1996: Who Do You Think You Are?
- 2009: Dub Be Bad (The BeatThiefs feat. Lindy Layton)
- 2009: Just Be Good to Me (Groove Diggerz feat. Lindy Layton)